# Edmond Saglio
Pour les articles homonymes, voir Saglio (homonymie).
Pour les autres membres de la famille, voir Famille Saglio.
Edmond Saglio, né le 9 juin 1828 à Paris où il est mort le 7 décembre 1911, est un archéologue français.

## Biographie
Edmond Saglio est le fils de Charles André Joseph Saglio, directeur des raffineries du Havre, et de Joséphine Amélie Paravey. Il est le frère d'Alfred Saglio.
Conservateur des objets d'art du Moyen Âge et de la Renaissance au musée du Louvre de 1879 à 1893, puis directeur du Musée de Cluny, il dirige avec Charles Daremberg la rédaction du Dictionnaire des Antiquités grecques et romaines et il en fut le principal rédacteur. Il est élu à l'Académie des inscriptions et belles-lettres en 1887.
Il épouse Julie Charton, fille aînée d'Édouard Charton, fondateur du Magasin pittoresque, député et sénateur de l'Yonne, membre de l'Académie des sciences morales et politiques. Deux de ses fils sont peintres : Édouard (1868-1940) et André (1869-1929), connu sous le nom de Jacques Drésa, commissaire du gouvernement français pour les expositions des Beaux-Arts de 1890 à 1921, auteur de décors et costumes pour l'Opéra de Paris.
Il est promu officier de la Légion d'honneur en 1903.